# Falstaff
A Falstaff Giuseppe Verdi vígoperája három felvonásban, hat képben. Szövegkönyvét Arrigo Boito írta Shakespeare A windsori víg nők és IV. Henrik című színműveinek alapján. Ősbemutatójára a milánói La Scala operaházban került sor 1893. február 9-én. A magyar operaház 1927. május 12-én mutatta be.

## A mű keletkezése

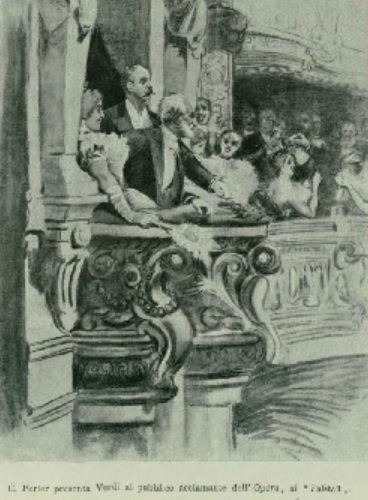
Verdi ünneplése az ősbemutatón

Giuseppe Verdi közel 80 esztendős volt, amikor utolsó színpadi művét, Falstaff című vígoperáját komponálta. A maestro sok évi szünet, környezete sok megszokott tagjának elvesztése után vette ismét kezébe a tollat, azzal az elhatározással, hogy ezúttal csupán a maga örömére, szórakozására dolgozik. A művön 1889 nyarán kezdett dolgozni, s az 1893 tavaszi milánói bemutató után néhány változtatást hajtott végre rajta, így került színre Rómában. (A komponálás ideje alatt volt a Parasztbecsület, a Bajazzók és a Manon Lescaut premierje.)
A vígopera gondolata majdnem fél évszázadon át foglalkoztatta a zeneszerzőt, elsősorban Rossini egyik kijelentése miatt, melyben Verdit képtelennek találta vígopera komponálására. A bemutatón a Falstaff nagy sikert aratott és a siker egyre növekedett, midőn a bemutató együttese staggioneként bejárta vele Olaszországot, később Európa nagy városait.

## Szereplők
| Szereplő                   | Hangfekvés   |
| -------------------------- | ------------ |
| Sir John Falstaff          | bariton      |
| Ford, Alice férje          | bariton      |
| Fenton, Annuska szerelmese | tenor        |
| Doktor Cajus               | tenor        |
| Pistola                    | basszus      |
| Bardolfo                   | tenor        |
| Alice, Ford neje           | szoprán      |
| Annuska, Ford leánya       | szoprán      |
| Mistress Quickly           | alt          |
| Mrs. Meg Page              | mezzoszoprán |
| Apródok, polgárok          |              |

## Cselekmény

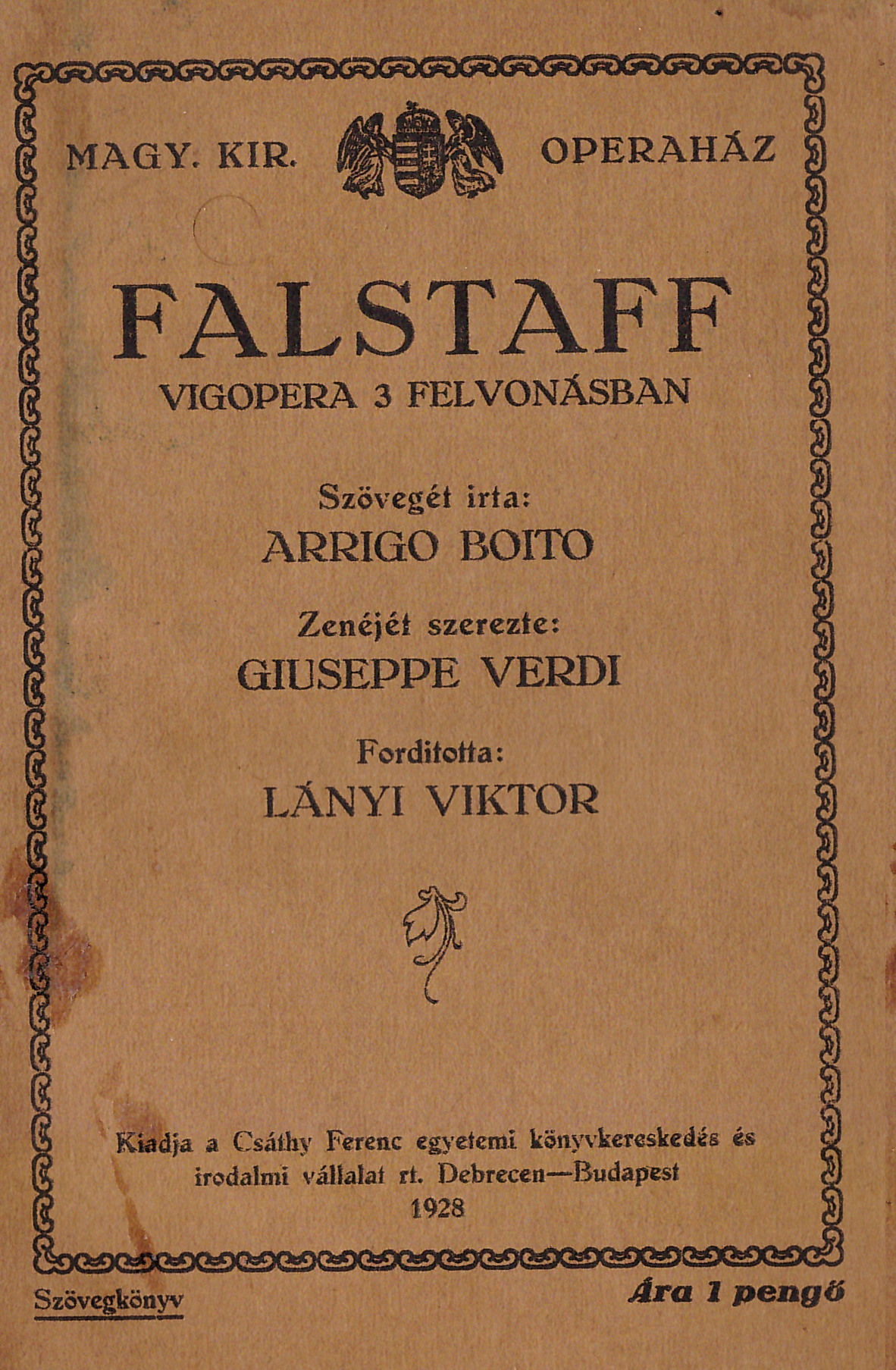
Falstaff. 1928-as magyar kiadás.

Helyszín: Windsor, Anglia
Idő: 15. század eleje

### Első felvonás
Első kép
A Térdszalaghoz címzett kocsmában
Sir John Falstaff két gazdag polgárasszonynak, Alice Fordnak és Meg Page-nek udvarol egyazon időben. Mindkettőnek ugyanazt a szerelmeslevelet küldi el, reménykedve, hogy erszényét majd feltöltheti pénzükkel. Szolgáit már hosszú ideje nem fizette. Doktor Cajus megvádolja a szolgákat, hogy meglopták őt, válaszként Falstaff kidobja. De amikor a két szolga, Bardolfo és Pistola nem vállalják, hogy kézbesítik a szerelmesleveleket, Falstaff dühösen elkergeti őket és a leveleket az apródjára bízza.
Második kép
Mr. Ford kertje
Alice és Meg megkapták és meg is mutatták egymásnak a leveleket. Mrs. Quicklyvel közösen tervet szőnek, hogy az arcátlan lovagot megleckéztessék. Közben a féltékeny Ford is tudomást szerez a levelekről és elhatározza, hogy álnéven felkeresi Falstaffot és kipuhatolja az igazságot. Ezzel szemben Alice-nak az a terve, hogy légyottra hívja Falstaffot és alaposan megszégyeníti.

### Második felvonás
Első kép
A Térdszalaghoz címzett kocsmában
A szolgák visszatérnek Falstaffhoz. Megérkezik Mrs. Quickly is, és átadja Alice Ford meghívását. A lovag boldog. Megérkezik Fontana álnéven Ford is, aki megkéri, hogy hódítsa meg számára Alice-t. Falstaff eldicsekszik, hogy még aznap várja őt Alice, amin a féltékeny Ford rettenetesen feldühödik.
Második kép
Ford házában
Mrs. Quicly bejelenti Falstaff érkezését. Alice jól mulat a lovag udvarlásán, de váratlanul hazaérkezik Ford. Falstaffot gyorsan a ruháskosárba rejti. Ford és emberei átkutatják a házat, de csak Annuskát találják Fenton karjaiban. Mivel Ford a lányát Doktor Cajushoz akarta feleségül adni, kidobja Fentont a házból. Miközben ismét Falstaff keresésére indul, az asszonyok a ruháskosarat, benne a lovaggal a Temzébe dobják.

### Harmadik felvonás
Első kép
A Térdszalaghoz címzett kocsma előtt
A szerencsétlen kimenetelű szerelmi kaland után Falstaff a polgári világot kicsinyességgel és tisztességtelenséggel vádolja. Megérkezik Mrs. Quickly egy újabb üzenettel Alice-tól, aki a parkban várja majd a tölgyfánál. Ford és barátai kihallgatják a beszélgetést és elhatározzák, hogy példásan megbüntetik a lovagot. Ford odaígéri Cajusnak a lányát, Alice viszont támogatja Annuska és Fenton szerelmét. Falstaff fekete vadásznak öltözve megy el a találkozóra.
Második kép
A windsori parkban
Pontosan éjfélkor Falstaff a találkozó helyszínére érkezik. Az asszonyok Fentont barátcsuhába öltöztetik, hogy Ford és Cajus tervét keresztülhúzzák. Falstaff és Alice találkozóját Meg szakítja félbe, aki óvja őket a közeledő szellemseregtől. A szellemek és boszorkányok példásan megbüntetik Falstaffot. Doktor Cajus elé egy hamis menyasszonyt hoznak. Annuska a barátcsuhás Fentonnal jelenik meg, akit Ford Cajusnak hisz, és áldását adja a házasságukra. Amikor kiderül a turpisság, a becsapott Doktor Cajus és Ford felháborodik. Csak Falstaff vág jó képet a dologhoz, annál is inkább, mert hivatalos az esküvőre. Falstaff végszavával (A földön minden móka és játék) a játék minden résztvevője egyetért.

## Híres részletek
- L'onore! Ladri! – Becsület-monológ (Sir John Falstaff áriája, első felvonás)
- È sogno? o realtà – Ford áriája (második felvonás)
- Va, vecchio John – Sir John Falstaff áriája (második felvonás)
- Quand'ero paggio del Duca di Norfolk – Sir John Falstaff áriája (második felvonás)
- Dal labbro il canto estasiato vola – Fenton áriája (harmadik felvonás)
- Sul fil d'un soffio etesio – Nannetta áriája (harmadik felvonás)
- Tutto nel mondo è burla – Zárófúga (összes szereplő, harmadik felvonás)